# Nick Matthew
Nicholas „Nick“ Matthew, OBE (* 25. Juli 1980 in Sheffield) ist ein ehemaliger englischer Squashspieler. Er wurde in den Jahren 2010, 2011 und 2013 Weltmeister und führte insgesamt 19 Monate die Weltrangliste an.

## Karriere
Matthews Karriere auf der Profitour begann im Jahr 1998. Noch im selben Jahr wurde er mit der Juniorennationalmannschaft Englands Weltmeister, ebenso erreichte er das Halbfinale im Junioreneinzel. 2004 gelang ihm schließlich der erstmalige Sprung in die Top Ten der Weltrangliste. Mit seinem Sieg bei den British Open 2006 war er der erste Engländer seit Jim Dear im Jahr 1939, der das Turnier auf heimischen Boden gewinnen konnte. Diesen Erfolg wiederholte er 2009 und 2012. Bei den World Games 2009 in Taiwan gewann Matthew mit einem Sieg über Dauerrivale James Willstrop die Goldmedaille. Gegen Willstrop bestritt Matthew mit 36 Aufeinandertreffen die meisten World-Tour-Spiele in seiner Karriere. Dabei kann er eine 27:9-Bilanz zu seinen Gunsten vorweisen.
Mit der englischen Nationalmannschaft sammelte Matthew zahlreiche Titel: So wurde er 2005 und 2007 Mannschaftsweltmeister sowie ab 2005 zehnmal Europameister.
Ende 2009 kam es zu einem harten Kampf um die Weltranglistenführung: Matthew traf beim PSA Masters in Indien auf Ramy Ashour und verlor dieses mit 1:3. Keinen Monat später trafen beide erneut in einem Finale aufeinander, dieses Mal bei den Saudi International, einem Turnier mit Super-Series-Status. Zu diesem Zeitpunkt war bereits klar, dass der Gewinner der Partie die Führung in der Weltrangliste übernehmen würde – eine Position, die beide bis zu diesem Zeitpunkt noch nicht erreicht hatten. In einem umkämpften Spiel setzte sich nach 110 Minuten letztlich erneut Ashour mit 3:2 durch und eroberte damit die Spitzenposition. Matthew, seitdem Nummer zwei in der Welt, errang im Folgejahr 2010 bei fünf Turnierteilnahmen gleich viermal den Turniersieg, wo er einmal auch Ramy Ashour bezwingen konnte. Der vierte Turniersieg, ein 3:1 gegen Karim Darwish, katapultierte Matthew schließlich im Juni 2010 erstmals an die Spitze der Weltrangliste. Im August 2010 kam es im Finale der Australian Open zum erneuten Duell gegen Ashour. Mit 3:0 behielt Matthew dieses Mal klar die Oberhand und konnte sein bereits drittes Turnier der laufenden Super-Series-Saison gewinnen. Bei den Commonwealth Games 2010 errang Matthew sowohl im Einzel als auch im Doppel mit Adrian Grant souverän die Goldmedaille. Im Dezember 2010 krönte Matthew das Jahr mit dem Gewinn der Weltmeisterschaft gegen seinen Landsmann James Willstrop. Bei der Weltmeisterschaft 2013 gewann Nick Matthew seinen dritten Mannschaftstitel. Durch seinen Turniersieg bei den darauffolgenden Hong Kong Squash Open eroberte Matthew nochmals für drei weitere Monate die Weltranglistenführung zurück.
Matthew kündigte im Vorfeld zur Saison 2017/18 an, dass er nach deren Abschluss seine Karriere beenden werde. Sein zunächst letztes Turnier bestritt er bei den British Open, bei denen er in der zweiten Runde gegen Raphael Kandra ausschied. Dadurch verpasste er die Qualifikation für die World Series Finals knapp, woraufhin Matthew sowohl die Saison als auch seine Karriere beendete. Aufgrund der verletzungsbedingten Absage Marwan Elshorbagys kurz vor Beginn der World Series Finals rückte Matthew als Neunter des Rankings nach. In der Vorrunde gelang Matthew der Gruppensieg, ehe er im Halbfinale Ali Farag unterlag und seine Karriere endgültig für beendet erklärte.

## Privates
Seit Dezember 2012 war Nick Matthew mit der englischen Physiologin Esme Taylor verlobt, das Paar heiratete im Juni 2013. Am 9. September 2014 wurden sie Eltern einer Tochter, im Mai 2019 wurde ihr gemeinsamer Sohn geboren. Am 12. Juni 2015 wurde er für seine sportlichen Verdienste als Officer of the British Empire (OBE) ausgezeichnet. Im November 2016 erhielt er die Ehrendoktorwürde der University of Sheffield.

## Erfolge
- Weltmeister: 2010, 2011, 2013
- Weltmeister mit der Mannschaft: 2005, 2007, 2013
- Europameister mit der Mannschaft: 10 Titel (2004–2007, 2009–2014)
- Gewonnene PSA-Titel: 35
- 19 Monate Weltranglistenerster
- World Games: 1 × Gold (2009), 1 × Bronze (2005)
- Commonwealth Games: 3 × Gold (Einzel und Doppel 2010, Einzel 2014)
- Britischer Meister: 10 Titel (2006, 2009, 2010, 2012–2018)